# الیزابت (کلرادو)
الیزابت (به انگلیسی: Elizabeth) شهری در ایالت کلرادو کشور ایالات متحده آمریکا است که جمعیت آن در سرشماری سال ۲۰۱۰ میلادی، ۱٬۳۵۸ نفر بوده‌است.